# Хіміків (зупинний пункт)
Хі́міків  (стара назва — Дзержинського) — залізнична платформа Південно-Західної залізниці. Розташована в місті Шостка, на лінії, що з'єднує залізничну станцію Терещенська з залізничною станцією Семенівка. Відкрита 1974 року.
Через зупинний пункт курсують дизель-поїзди Новгород-Сіверський — Терещенська та Семенівка — Терещенська.
Найближча станція в сторону Семенівки — Богданка. Найближча станція в сторону Терещенської — ст. Шостка.